# لفتایا
لفتایا (به عربی: لفتایا) یک روستا در سوریه است که در استان حمص واقع شده‌است. لفتایا ۲٬۰۴۷ نفر جمعیت دارد.